# Centro de Conservación Zoo Córdoba (España)
El Centro de Conservación Zoo Córdoba es un parque zoológico ubicado en el barrio Parque Cruz Conde de la ciudad de Córdoba, España. Se encuentra en la avenida de Linneo, frente al Real Jardín Botánico de Córdoba.

## Historia
El zoológico abrió sus puertas al público en 1967, aunque no fue inaugurado hasta el 15 de mayo de 1968, coincidiendo con la celebración en la ciudad del primer Congreso de la Unión Ibérica de Zoos y Acuarios. Ubicado en la zona meridional del parque Cruz Conde, al principio constaba de 150 especies y un área de 8.000 metros cuadrados. La mayoría de especies fueron donadas por el cordobés Juan Barasona Santaló, por el que el zoológico llevó su nombre al comienzo. Asimismo, se realizaron donaciones voluntarias de ciudadanos para la adquisición de ejemplares, como el elefante hembra Flavia, proveniente del Zoológico de Ámsterdam en 1973.
Durante los años 1970 y 1980 el parque sufrió un gran desfase con respecto a otros zoológicos, realizándose una gran reforma a comienzos de los años 2000 para adaptarse a la nueva ley de zoológicos de 2003, reabriendo sus puertas al público de nuevo el 4 de junio de 2006 tras siete años cerrado. Esto permitió que su área se ampliase hasta las 4,5 hectáreas. En la actualidad el parque cuenta con 437 ejemplares de 102 especies.
El 19 de octubre de 2020 cambió su denominación de Zoológico de Córdoba a Centro de Conservación Zoo Córdoba debido a su apuesta por la investigación científica, labor de sensibilización y educación ambiental. El 11 de diciembre de ese año se inauguró un recinto para albergar a dos linces ibéricos.
Entre el 3 de junio y el 1 de septiembre de 2022 el Centro de Conservación Zoo Córdoba cerró sus puertas temporalmente debido a un brote de gripe aviar.

## Actividades

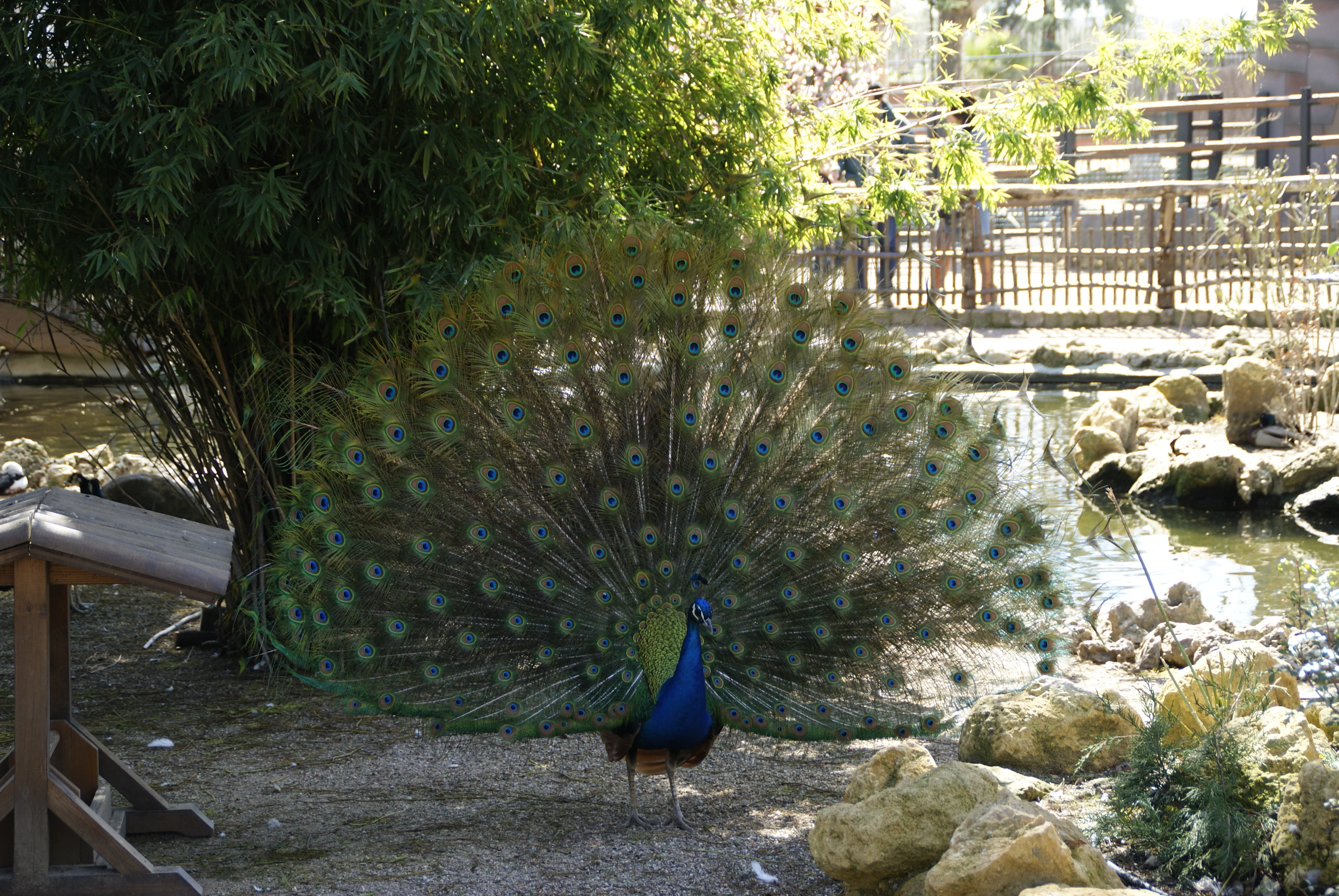
Pavo real en el parque zoológico.

Entre sus diversas iniciativas se encuentran las actividades educativas para estudiantes, campamentos durante las vacaciones, visitas a las zonas técnicas y talleres con lémures.

## Especies
Entre sus especies se encuentra fauna africana como el arruí, avestruz, cebra, hipopótamo, ibis sagrado, lémures, león, macaco, mandril, mangabey, mono, ñu, pitón, puerco espín, suricato. Así como fauna americana como la boa, cotorra, falsa coral, guacamayos, jaguar, llama, mara, ñandú, pecarí, serpiente de maizal, serpiente rey de california, tapir, tití; fauna asiática tal y como el elefante, geco leopardo, gibón de mejillas blancas, muntiaco de la India, tigre de bengala. Por último, se observa también fauna australiana como la cacatúa, cisne negro, loro eclecto, wallaby de bennet; fauna autóctona como el burro, ciervo, cigüeña, flamenco, jabalí, lobo ibérico, muflón, oso pardo, tortuga; y fauna euroasiática, por ejemplo águilas, búho, buitre, cernícalo, cisne, gamo, garza, lechuza, lince boreal, lirón, nutria.